# Myriostachya wightiana
Myriostachya wightiana là một loài thực vật có hoa trong họ Hòa thảo. Loài này được (Nees ex Steud.) Hook.f. mô tả khoa học đầu tiên năm 1896.